# Night Wizard! (jeu de rôle)
 (mai 2025).
Si vous disposez d'ouvrages ou d'articles de référence ou si vous connaissez des sites web de qualité traitant du thème abordé ici, merci de compléter l'article en donnant les références utiles à sa vérifiabilité et en les liant à la section « Notes et références ».
Night Wizard (ナイトウイザード) est un jeu de rôle japonais, mêlant sorcellerie et environnement urbain, paru en 2002.

## Résumé
La Terre telle que nous la connaissons est menacée d'invasion par les Emulateurs. Night Wizard est le nom donné à ceux qui les combattent.

## Adaptations
Une série anime, Night Wizard The ANIMATION (ナイトウィザード The ANIMATION) est diffusée au Japon depuis octobre 2007.
Une adaptation en manga du jeu de rôle, intitulée Night Wizard Comic - Variable Witch est en cours de publication depuis avril 2007 dans le magazine de jeux vidéo Famitsuu Playstation + ((ja) ファミ通PLAYSTATION+).

## Liens
- (ja) Site officiel
- (ja) Site officiel (anime)